# Oleg Maslennikow
Oleg Maslennikow, ukr. Олег Масленников (ur. 25 listopada 1961 w Kijowie, zm. 21 kwietnia 2010 tamże) – ukraiński naukowiec, uczony w dziedzinie elektroniki, informatyki, doktor nauk technicznych, doktor habilitowany inżynier. Od roku 1996 związany z Polską.

## Życiorys
Po ukończeniu szkoły średniej w 1978 r. ponad 2 lata pracował na stanowisku pracownika technicznego w Katedrze Techniki Obliczeniowej Politechniki Kijowskiej.
W 1981 r. podjął studia na Wydziale Informatyki i Techniki Obliczeniowej (WIiTO) Politechniki Kijowskiej. Ukończył z wyróżnieniem studia magisterskie na ww. wydziale w 1987 r. (specjalność 0608 – „Elektroniczne Maszyny Obliczeniowe”). Po ukończeniu studiów podjął pracę w Katedrze Techniki Obliczeniowej Politechniki Kijowskiej. Pracował na stanowiskach badacza-stażysty (lata 1987–1989), młodszego pracownika naukowego (w latach 1989–1991) i pracownika naukowego (w latach 1991–1994), pełniąc równocześnie (w latach 1992–1994) obowiązki asystenta w tej samej katedrze.
W roku 1991 ukończył studia doktoranckie na Wydziale Informatyki i Techniki Obliczeniowej Politechniki Kijowskiej. Stopień doktora nauk technicznych w dyscyplinie Informatyka (specjalność 05.13.13 – „Obliczeniowe Maszyny, Kompleksy, Systemy i Sieci”) uzyskał w 1993 r. na Politechnice Kijowskiej na podstawie rozprawy doktorskiej pt. „Metody projektowania i struktury procesorów systolicznych przeznaczonych do realizacji zadań algebry liniowej”. Promotorem rozprawy był prof. dr hab. inż. Jerzy Kaniewski. W latach 1995–1996 pracował na stanowisku starszego pracownika naukowego w Katedrze Techniki Obliczeniowej.
W 1996 r. otrzymał zaproszenie do podjęcia pracy na Wydziale Elektroniki Politechniki Koszalińskiej. Pracował w Katedrze Inżynierii Komputerowej Politechniki Koszalińskiej od listopada 1996 roku: w latach 1996–2006 – na stanowisku adiunkta, od października 2006 r. – na stanowisku prof. nadzwyczajnego.
Stopień doktora habilitowanego nauk technicznych w dyscyplinie Elektronika otrzymał w czerwcu 2006 r. (decyzją Centralnej Komisji ds. Stopni i Tytułów), po pomyślnej obronie habilitacji na Wydziale Automatyki, Elektroniki i Informatyki Politechniki Śląskiej w Gliwicach w grudniu 2005 roku.
Od roku 2008 pracował na stanowisku profesora nadzwyczajnego na Wydziale Matematyki i Informatyki Uniwersytetu Warmińsko-Mazurskiego w Olsztynie, w Katedrze Multimediów i Grafiki Komputerowej.

## Zakres badań naukowych
Badania, prowadzone w ramach pracy doktorskiej obronionej w dyscyplinie Informatyka, ukierunkowały zainteresowania naukowe dr hab. inż. O. Maslennikowa problematyką rozwoju metod projektowania równoległych jednostek przetwarzających z architekturą macierzy procesorowych (ang. VLSI array processors) oraz na zwiększenie wiarygodności obliczeń w takich jednostkach poprzez zastosowanie algorytmów odpornych na błędy obliczeń. Jego późniejsze badania, prowadzone w ramach rozprawy habilitacyjnej, głównie rozwijają tę tematykę, jednak dodatkowo ukierunkowane są na zautomatyzowanie procesu projektowania ww. jednostek przetwarzających na poziomach strukturalnym i logicznym i ich zastosowanie w systemach jednoukładowych SoC (ang. SoC – System-on-Chip). Jest to tematyka ważna z punktu widzenia rozwoju nowoczesnych i praktycznych systemów komputerowych, w tym mieszanych systemów analogowo-cyfrowych. Obejmuje ona aktualne zagadnienia zgodne z trendami światowymi i nawiązuje do najnowszych badań w tej dziedzinie.
Bardziej szczegółowo zagadnienia i problemy, którymi od lat zajmował się dr hab. inż. O. Maslennikow przedstawiono poniżej wraz z kodami Polskiej Klasyfikacji Tematycznej (PKT):
- rozwój metod projektowania systemów komputerowych czasu rzeczywistego, głównie ich jednostek przetwarzających (akceleratorów) przeznaczonych do realizacji w układach reprogramowalnych FPGA oraz oprogramowania wspomagającego proces projektowania:
  - PKT 411500 – Architektura komputerów
  - PKT 411919 – Bloki (moduły) funkcjonalne komputera
  - PKT 411700 – Technologia wytwarzania sprzętu komputerowego
- rozwój metod zabezpieczenia wiarygodności obliczeń na poziomie algorytmicznym:
  - PKT 412700 – Przetwarzanie danych. Przygotowanie danych
- opracowanie projektów architektur potokowych i równoległych jednostek przetwarzających przeznaczonych do realizacji podstawowych algorytmów algebry liniowej i cyfrowego przetwarzania sygnałów:
  - PKT 411919 – Bloki (moduły) funkcjonalne komputera
  - PKT 412100 – Arytmetyka i logika maszyn cyfrowych
- opracowanie odpornych na błędy algorytmów algebry liniowej:
  - PKT 412700 – Przetwarzanie danych. Przygotowanie danych
- opracowanie podstaw teorii projektowania układów cyfrowych w oparciu o bramki prądowe oraz oprogramowania wspomagającego proces projektowania:
  - PKT 411919 – Bloki (moduły) funkcjonalne komputera
  - PKT 412100 – Arytmetyka i logika maszyn cyfrowych
  - PKT 411700 – Technologia wytwarzania sprzętu komputerowego.
- opracowanie cyfrowych układów prądowych dla systemów kryptograficznych oraz jednostek operacyjnych działających w arytmetykach N-wartościowej i resztowej:
  - PKT 411919 – Bloki (moduły) funkcjonalne komputera
  - PKT 412100 – Arytmetyka i logika maszyn cyfrowych

Z przytoczonych wyżej kodów PKT wynika, że badania prowadzone przez dr hab. inż. Olega Maslennikowa dotyczą dyscypliny Informatyka (kod PKT 410000). Potwierdza ten fakt również to, że jego prace naukowe były publikowane w czasopismach i materiałach konferencji poświęconych (całkowicie lub w większości) problemom i zagadnieniom informatycznym, np. w seriach Lecture Notes in Computer Science wydawnictwa Springer, Parallel Computing: State-of-the-Art and Perspectives wydawnictwa Elsevier Science, Mathematical Research wydawnictwa Akademie Verlag, Parallel Numerics – raportach naukowych Austrian Center for Parallel Computations, czasopismach Engineering Simulation wydawnictwa Gordon and Breach Science Publishers (Egland), Int. Jour. Information Technology and Intelligent Computing, Computational Methods in Science and Technology, Data Recording, Storage & Processing, Cybernetics & Systems Analysis, materiałach najwyższej rangi konferencji międzynarodowych Parallel and Distributed Processing (Euromicro), Massively Parallel Computing Systems, Parallel Computing in Electrical Engineering, Int. Workshop on Dependable Computing itd.
W swoim dorobku naukowym miał 1 monografię, 3 skrypty, 125 artykułów (w języku angielskim, polskim, rosyjskim) oraz 17 patentów.

## Dorobek w rozwoju kadry
Dr hab. inż. O. Maslennikow:
- był promotorem 1 zakończonego przewodu doktorskiego w dyscyplinie Elektronika (specjalność Układy i systemy cyfrowe)
  - był opiekunem trzech otwartych przewodów doktorskich
- był głównym wykonawcą w projekcie badawczym KBN 7T11B 004 20 „Programowalne mieszane układy analogowo-cyfrowe pracujące w trybie prądowym” (lata 2001–2003)
- był kierownikiem projektu badawczego MNiI 3T11B 059 26 „Jednostki operacyjne dla systemów jednoukładowych pracujących w logice wielowartościowej i arytmetyce resztowej” (lata 2004–2006)
- był kierownikiem projektu badawczego MNiSW N515 002 32 0176 „Zastosowanie arytmetyki ułamkowej w reprogramowalnych jednostkach przetwarzających systemów jednoukładowych” (lata 2007–2008)[2]
- był kierownikiem prac badawczych prowadzonych w ramach działalności statutowej Katedry Inżynierii Komputerowej Politechniki Koszalińskiej (lata 2001–2010)
- wykonał recenzje ponad 15 projektów badawczych, promotorskich oraz badawczo-rozwojowych przesłanych na konkurs projektów badawczych do KBN (Rady Nauki) przy Ministerstwie Nauki i Szkolnictwa Wyższego
- wypromował ponad 60 inżynierskich i magisterskich prac dyplomowych na kierunku Informatyka
- wykonał recenzje ponad 80 prac dyplomowych inżynierskich i magisterskich na kierunku Informatyka

## Odznaczenia, nagrody, wyróżnienia
- W roku 2008 otrzymał nagrodę naukową Wydziału IV Nauk Technicznych PAN za pracę „Podstawy teorii zautomatyzowanego projektowania reprogramowalnych równoległych jednostek przetwarzających dla jednoukładowych systemów czasu rzeczywistego”
- 2001 r., 2003 r., 2004 r., 2006 r., 2007 r. – nagrody J.M. Rektora Politechniki Koszalińskiej
- od 2002 r. – recenzent zewnętrzny Komitetu Badań Naukowych (od 2005 r. – Rady Nauki przy Ministerstwie Nauki i Szkolnictwa Wyższego)
- od 2005 r. – członek zespołu recenzentów konferencji międzynarodowej „Parallel Processing and Applied Mathematics” (materiały są publikowane w serii Lecture Notes in Computer Science wydawnictwa Springer – Lista Filadelfijska)
- od 2006 r. – członek Komitetu Naukowego „Krajowej Konferencji Elektroniki”
- referaty zaproszone w Instytucie Cybernetyki Ukraińskiej Akademii Nauk im. Głuszkowa w Kijowie (2000 r.), w Polsko-Japońskiej Wyższej Szkole Technik Komputerowych PJWSTK (2001 r.), na Krajowej Konferencji Elektroniki (2004 r.) oraz na Dniach Nauki Województwa Zachodniopomorskiego (Szczecin, 2006 r.)
- członek Komisji Informatyki przy oddziale PAN w Gdańsku (kadencja 2007-2010)

## Wybrane dzieła
1. Publikacje książkowe:
  - Maslennikow O. Podstawy teorii zautomatyzowanego projektowania reprogramowalnych równoległych jednostek przetwarzających dla jednoukładowych systemów czasu rzeczywistego. Wydawnictwo Uczelniane Politechniki Koszalińskiej, Koszalin, 2004, 273 s.
2. Skrypty i pomoce dydaktyczne:
  - Maslennikow O., Kanewski J., Gretkowski D., Sołtan P. Logika i arytmetyka komputerów. Ćwiczenia laboratoryjne. Skrypt. Wydawnictwo Uczelniane Politechniki Koszalińskiej, Koszalin, 2000, 95 stron.
  - Maslennikow O., Kanewski J., Gretkowski D. Architektura komputerów. Ćwiczenia laboratoryjne. Skrypt. Wydawnictwo Uczelniane Politechniki Koszalińskiej, Koszalin, 1998, 95 stron (wydanie II, 2002 r.).
  - Kaniewski J., Maslennikow O. Pomoce dydaktyczne do wykonania prac laboratoryjnych z przedmiotu „Specjalistyczne systemy komputerowe”, Kijów, Wydawnictwo Politechniki Kijowskiej, 1994, 67 stron.
3. Publikacje z Listy Filadelfijskiej:
  - Maslennikow O., Lepekha V., Sergyienko A. Cholesky LLT – Algorithm Implementation in FPGA-based Processor. Lecture Notes in Computer Science, Springer, 2008, Vol.4967, s. 137–147.
  - Maslennikow O., Lepekha V., Sergyienko A. FPGA Implementation of the Conjugate Gradient Method. Lecture Notes in Computer Science, Springer, 2006, Vol.3911, s. 526–533.
  - Maslennikov O., Shevtshenko Ju., Sergyienko A. Configurable microprocessor array for DSP application. Lecture Notes in Computer Science, Springer, 2004, Vol. 3019, s. 36–41.
  - Maslennikov O. Systematic generation of executing programs for processor elements in parallel ASIC or FPGA-based systems and their transformation into VHDL-descriptions of the processor element control units. Lecture Notes in Computer Science, Springer, 2002, Vol.2328, s. 272–279.
  - Sergyienko A., Maslennikov O. Implementation of Givens QR Decomposition in FPGA. Lecture Notes in Computer Science, Springer, 2002, Vol.2328, s. 453–459.
  - Maslennikov O., Kanevski J., Wyrzykowski R. Fault tolerant QR-decomposition algorithms and its parallel implementation. Lecture Notes in Computer Science, D. Pritchardand J. Reeve (Eds.), Springer, 1998, Vol.1470, s. 798–803.
  - Kanevski J.S., Maslennikov O.V., Wyrzykowski R. VLSI Implementation of Linear Algebraic Operations Based on the Orthogonal Faddeev Algorithm. Parallel Computing: State-of-the-Art and Perspectives. Elsevier Science, 1996, s. 641–645.
4. Patenty Związku Radzieckiego:
  - Выжиковски Р., Каневский Ю.С., Клименко М.К., Масленников О.В. Устройство для решения систем линейных алгебраических уравнений. Aвт.свид. СССР N 1832301, Б.И. N29, 1993.
  - Выжиковски Р., Каневский Ю.С., Масленников О.В. Устройство для решения систем линейных алгебраических уравнений. Aвт.свид. СССР N 1829043 Б.И. N27, 1993.
  - Каневский Ю.С., Лепеха В.Л., Масленников О.В. Устройство для операций над матрицами. Aвт.свид. СССР N 1802363, Б.И. N10, 1993.
  - Выжиковски Р., Каневский Ю.С., Масленников О.В. Устройство для треугольного разложения матриц. Aвт.свид. СССР N 1800463, Б.И. N9, 1993.
  - Выжиковски Р., Каневский Ю.С., Клименко М.К., Масленников О.В. Устройство для операций над матрицами. Aвт.свид. СССР N 1784997, Б.И. N48, 1992.
  - Выжиковски Р., Каневский Ю.С., Масленников О.В. Устройство для матричных операций. Aвт.свид. СССР N 177754, Б.И. N43, 1992.
  - Выжиковски Р., Каневский Ю.С., Клименко М.К., Масленников О.В. Устройство для выполнения операций над матрицами. Aвт.свид. СССР N 1741153, Б.И. N22, 1992.
  - Выжиковски Р., Каневский Ю.С., Масленников О.В. Устройство для операций над матрицами. Aвт.свид. СССР N 1735868, Б.И. N19, 1992.
  - Выжиковски Р., Каневский Ю.С., Масленников О.В. Устройство для треугольного разложения ленточных матриц. Aвт.свид. СССР 1587540, Б.И. N31, 1990.
  - Выжиковски Р., Каневский Ю.С., Масленников О.В. Устройство для LLT-разложения симметричных матриц. Aвт.свид. СССР N 1520542, Б.И. N41, 1989.
  - Каневский Ю.С., Котов С.Э., Масленников О.В., Сергиенко А.М., Перльмуттер М. Устройство для быстрого преобразования Фурье. Aвт.свид. СССР N 1524066, Б.И. N43, 1989.
  - Каневский Ю.С., Котов С.Э., Масленников О.В. Устройство для LU-разложения матриц. Aвт.свид. СССР N 1509933, Б.И. N35, 1989.
  - Корнейчук В.И., Марковский А.П., Масленников О.В., Федотов Н.Д. Устройство для ввода информации. Aвт.свид. СССР N 1381473, Б.И. N10, 1988.
  - Корнейчук В.И., Дробязко И.П., Марковский А.П., Масленников О.В. Элемент памяти ассоциативной запоминающей матрицы. Aвт.свид. СССР N 1265857, Б.И. N39, 1986.
  - Корнейчук В.И., Марковский А.П., Масленников О.В. Ассоциативное запоминающее устройство. Aвт.свид. СССР N 1247948, Б.И. N28, 1986.
  - Бугаенко В.В., Корнейчук В.И., Масленников О.В., Тарасенко В.П., Торошанко Я.И. Элемент трехзначной логики. Aвт.свид. СССР N 822372, Б.И. N14, 1981.
  - Бугаенко В.В., Корнейчук В.И., Масленников О.В., Тарасенко В.П., Торошанко Я.И. Элемент трехзначной логики. Aвт.свид. СССР N 813792, Б.И. N10, 1981.